# 美国总统列表

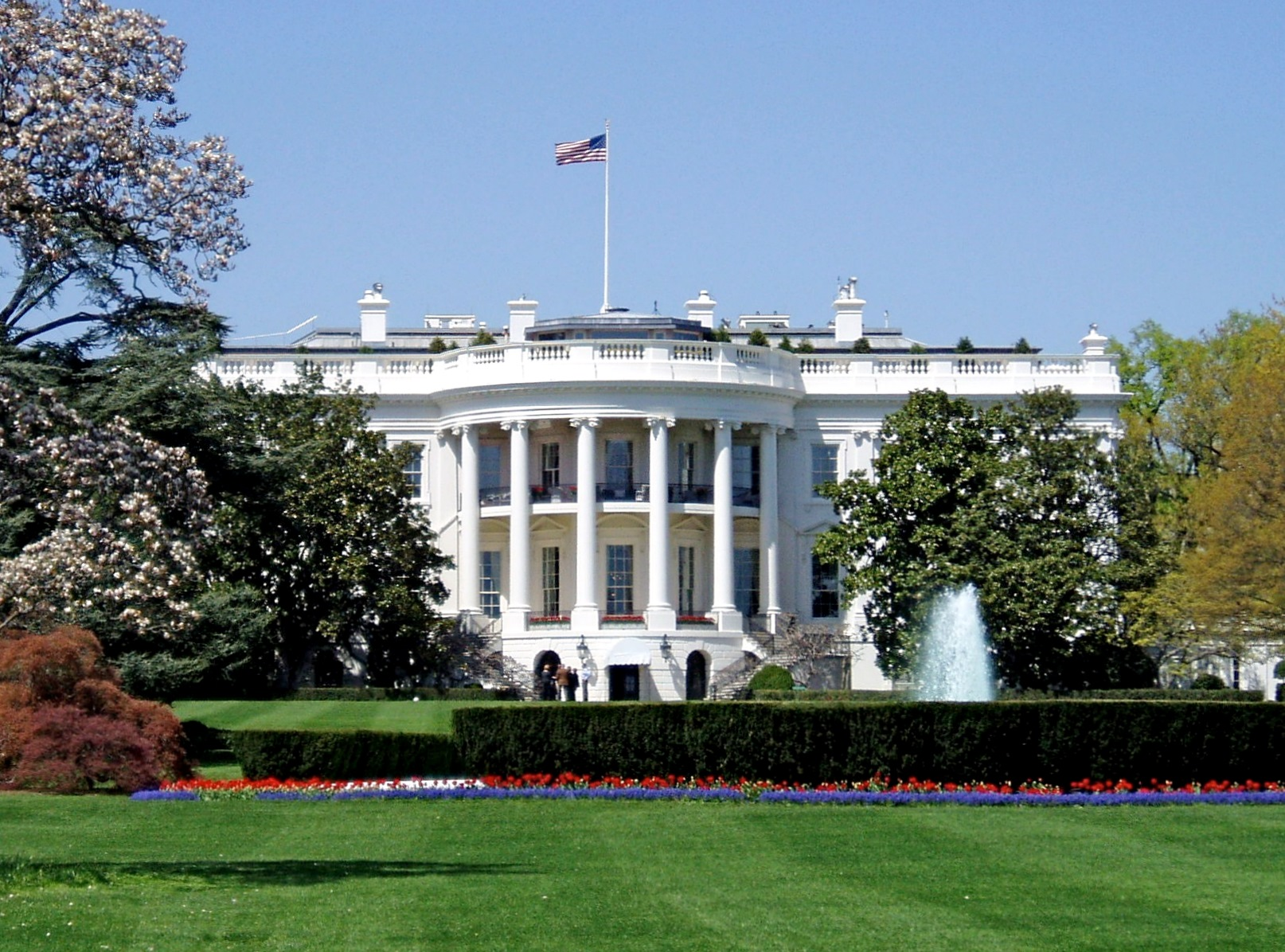
位在美國首都华盛顿特区白宮為美國總統官邸及办公室。

根据美国宪法，美国总统为美利坚合众国国家元首、政府首脑、三軍統帥。作为美国行政分支、美國聯邦政府之首，总统为该国影响力、地位最高的公职。该职位由美國候選人选举人团（或在选举人团无法通过绝对多数时，由美国众议院）間接选举产生，任期4年。在1951年美国宪法第二十二修正案通过之后，总统仅限于2个当选任期，总共不超过10年。若在任總統死亡、辭職、被罷免、被彈劾，則由副總統接替其职务。總統必须年满35歲，在美国居住14年以上，且为“自然產生”美國國籍美国公民。本列表只列出1789年3月4日美国宪法生效以来宣誓就任美國總統。憲法生效前美国领导人则参见大陸會議總統。本列表亦不包含美利坚合众国宪法第二十五条修正案所授权的代理总统。
1789年，选举人团投票一致通过，选举出乔治·华盛顿为第1任美国总统，他在其八年总统任期内没有加入任何政治派别或政党。他至今仍是唯一一位从未加入过任何政党的美国总统。第7任总统安德鲁·杰克逊，在1828年多数限制非土地所有者投票权法律被废除后，成为首位由全体白人男性选举总统。威廉·亨利·哈里森在任时间最短，在1841年仅在任32天。富蘭克林·德拉諾·羅斯福在任时间最长，在任12年40天，但在1945年其第4任期开始不久去世，他同时还是惟一担任总统超过2任者。宪法修正案在哈里·S·杜鲁门就任后生效，限制了日后任何人当选总统的次数。
沃伦·盖玛利尔·哈定是1920年女性获得投票权后首位当选总统，約翰·甘迺迪是首位信仰天主教总统，贝拉克·奥巴马是首位具非裔血統总统，唐納·川普則是首位從未擔任過文武官職的总统，而唐納·川普以78歲7個月成為就職時年紀最長的總統。5位总统（约翰·昆西·亚当斯、拉瑟福德·伯查德·海斯、本杰明·哈里森、乔治·沃克·布什、唐納·川普）雖普选票比對手少但仍然当选，其中喬治·沃克·布希在下屆選舉中取得普选票、選舉人票均比對手更多而順利连任，唐納·川普則在隔屆選舉中贏得普选票、選舉人票再次勝選。历史上迄今为止总共有45人宣誓就任美国总统，而总任数则为47任（格罗弗·克利夫兰（第22任、第24任）和唐納·川普（第45任、第47任）先后跨屆連任美国总统）。其中，4人在任内因病去世（威廉·亨利·哈里森、扎卡里·泰勒、沃伦·盖玛利尔·哈定、富兰克林·德拉诺·罗斯福），4人遇刺身亡（亚伯拉罕·林肯、詹姆斯·艾布拉姆·加菲尔德、威廉·麦金莱、约翰·肯尼迪），1人辞职（理查德·尼克松）。

## 列表
| 無黨籍（2） 聯邦黨（1） 民主共和黨（4） 國家共和黨（1） 民主黨（17） 輝格黨（4） 共和黨（20） 國家聯合黨（2） | 無黨籍（2） 聯邦黨（1） 民主共和黨（4） 國家共和黨（1） 民主黨（17） 輝格黨（4） 共和黨（20） 國家聯合黨（2） | 無黨籍（2） 聯邦黨（1） 民主共和黨（4） 國家共和黨（1） 民主黨（17） 輝格黨（4） 共和黨（20） 國家聯合黨（2） | 無黨籍（2） 聯邦黨（1） 民主共和黨（4） 國家共和黨（1） 民主黨（17） 輝格黨（4） 共和黨（20） 國家聯合黨（2） | 無黨籍（2） 聯邦黨（1） 民主共和黨（4） 國家共和黨（1） 民主黨（17） 輝格黨（4） 共和黨（20） 國家聯合黨（2） | 無黨籍（2） 聯邦黨（1） 民主共和黨（4） 國家共和黨（1） 民主黨（17） 輝格黨（4） 共和黨（20） 國家聯合黨（2） | 無黨籍（2） 聯邦黨（1） 民主共和黨（4） 國家共和黨（1） 民主黨（17） 輝格黨（4） 共和黨（20） 國家聯合黨（2） | 無黨籍（2） 聯邦黨（1） 民主共和黨（4） 國家共和黨（1） 民主黨（17） 輝格黨（4） 共和黨（20） 國家聯合黨（2） | 無黨籍（2） 聯邦黨（1） 民主共和黨（4） 國家共和黨（1） 民主黨（17） 輝格黨（4） 共和黨（20） 國家聯合黨（2） | 無黨籍（2） 聯邦黨（1） 民主共和黨（4） 國家共和黨（1） 民主黨（17） 輝格黨（4） 共和黨（20） 國家聯合黨（2） |
| 任次 | 肖像 | 總統 | 總統 | 任期 | 政黨 | 屆次 | 曾任職位 | 副總統 | 副總統 |
| --- | --- | --- | --- | --- | --- | --- | --- | --- | --- |
| 1 | | | 乔治·华盛顿 George Washington （1732–1799）                                                                   | 1789年4月30日 – 1797年3月4日                                                                                  | 無黨籍 | 1 （1789） | 大陆军總司令 （1775–1783）                                                                                    | | 约翰·亚当斯                                                                                                   |
| 1 | 2 （1792） | | 乔治·华盛顿 George Washington （1732–1799）                                                                   | 1789年4月30日 – 1797年3月4日                                                                                  | 無黨籍 | | 大陆军總司令 （1775–1783）                                                                                    | | 约翰·亚当斯                                                                                                   |
| 2 | | | 約翰·亞當斯 John Adams （1735–1826）                                                                          | 1797年3月4日 – 1801年3月4日                                                                                   | 聯邦黨 | 3 （1796） | 副總統 | | 托马斯·杰斐逊                                                                                                 |
| 3 | | | 托马斯·杰斐逊 Thomas Jefferson （1743–1826）                                                                  | 1801年3月4日 – 1809年3月4日                                                                                   | 民主共和黨 | 4 （1800） | 副總統 | | 阿龙·伯尔 1801年3月4日–1805年3月4日                                                                           |
| 3 | 5 （1804） | | 托马斯·杰斐逊 Thomas Jefferson （1743–1826）                                                                  | 1801年3月4日 – 1809年3月4日                                                                                   | 民主共和黨 | 乔治·克林顿 1805年3月4日–1812年4月20日                                                                        | 副總統 | | |
| 4 | | | 詹姆斯·麦迪逊 James Madison （1751–1836）                                                                     | 1809年3月4日 – 1817年3月4日                                                                                   | 民主共和黨 | 乔治·克林顿 1805年3月4日–1812年4月20日                                                                        | 6 （1808） | 國務卿 （1801–1809）                                                                                          | |
| 4 | （空缺） 1812年4月20日–1813年3月4日                                                                           | | 詹姆斯·麦迪逊 James Madison （1751–1836）                                                                     | 1809年3月4日 – 1817年3月4日                                                                                   | 民主共和黨 | | 6 （1808） | 國務卿 （1801–1809）                                                                                          | |
| 4 | 7 （1812） | | 詹姆斯·麦迪逊 James Madison （1751–1836）                                                                     | 1809年3月4日 – 1817年3月4日                                                                                   | 民主共和黨 | 埃尔布里奇·格里 1813年3月4日–1814年11月23日                                                                   | | 國務卿 （1801–1809）                                                                                          | |
| 4 | 7 （1812） | （空缺） 1814年11月23日–1817年3月4日                                                                          | 詹姆斯·麦迪逊 James Madison （1751–1836）                                                                     | 1809年3月4日 – 1817年3月4日                                                                                   | 民主共和黨 | | | 國務卿 （1801–1809）                                                                                          | |
| 5 | | | 詹姆斯·门罗 James Monroe （1758–1831）                                                                        | 1817年3月4日 – 1825年3月4日                                                                                   | 民主共和黨 | 8 （1816） | | 國務卿 （1801–1809）                                                                                          | 丹尼尔·D·汤普金斯                                                                                             |
| 5 | 9 （1820） | | 詹姆斯·门罗 James Monroe （1758–1831）                                                                        | 1817年3月4日 – 1825年3月4日                                                                                   | 民主共和黨 | | | 國務卿 （1801–1809）                                                                                          | 丹尼尔·D·汤普金斯                                                                                             |
| 6 | | | 约翰·昆西·亚当斯 John Quincy Adams （1767–1848）                                                              | 1825年3月4日 – 1829年3月4日                                                                                   | 民主共和黨 | 10 （1824）                                                                                                   | | 國務卿 （1801–1809）                                                                                          | 约翰·卡德威尔·卡尔霍恩 1825年3月4日–1832年12月28日                                                            |
| 6 | 國家共和黨 | | 约翰·昆西·亚当斯 John Quincy Adams （1767–1848）                                                              | 1825年3月4日 – 1829年3月4日                                                                                   | | 10 （1824）                                                                                                   | | 國務卿 （1801–1809）                                                                                          | 约翰·卡德威尔·卡尔霍恩 1825年3月4日–1832年12月28日                                                            |
| 6 | | | 约翰·昆西·亚当斯 John Quincy Adams （1767–1848）                                                              | 1825年3月4日 – 1829年3月4日                                                                                   | | 10 （1824）                                                                                                   | | 國務卿 （1801–1809）                                                                                          | 约翰·卡德威尔·卡尔霍恩 1825年3月4日–1832年12月28日                                                            |
| 7 | | | 安德鲁·杰克逊 Andrew Jackson （1767–1845）                                                                    | 1829年3月4日 – 1837年3月4日                                                                                   | 民主黨 | 11 （1828）                                                                                                   | 聯邦參議員（田纳西州） （1823–1825）                                                                          | | 约翰·卡德威尔·卡尔霍恩 1825年3月4日–1832年12月28日                                                            |
| 7 | （空缺） 1832年12月28日–1833年3月4日                                                                          | | 安德鲁·杰克逊 Andrew Jackson （1767–1845）                                                                    | 1829年3月4日 – 1837年3月4日                                                                                   | 民主黨 | 11 （1828）                                                                                                   | 聯邦參議員（田纳西州） （1823–1825）                                                                          | | |
| 7 | 12 （1832）                                                                                                   | | 安德鲁·杰克逊 Andrew Jackson （1767–1845）                                                                    | 1829年3月4日 – 1837年3月4日                                                                                   | 民主黨 | 马丁·范布伦 1833年3月4日–1837年3月4日                                                                         | 聯邦參議員（田纳西州） （1823–1825）                                                                          | | |
| 8 | | | 馬丁·范布倫 Martin Van Buren （1782–1862）                                                                    | 1837年3月4日 – 1841年3月4日                                                                                   | 民主黨 | 13 （1836）                                                                                                   | 副總統 | | 理查德·门特·约翰逊                                                                                            |
| 9 | | | 威廉·亨利·哈里森 William Henry Harrison （1773–1841）                                                         | 1841年3月4日 – 1841年4月4日                                                                                   | 辉格党 | 14 （1840）                                                                                                   | 驻哥伦比亚大使 （1828–1829）                                                                                  | | 约翰·泰勒 |
| 10 | | | 约翰·泰勒 John Tyler （1790–1862）                                                                            | 1841年4月4日 – 1845年3月4日                                                                                   | 辉格党 | 14 （1840）                                                                                                   | 副總統 | （空缺） | （空缺） |
| 10 | 獨立 | | 约翰·泰勒 John Tyler （1790–1862）                                                                            | 1841年4月4日 – 1845年3月4日                                                                                   | | 14 （1840）                                                                                                   | 副總統 | （空缺） | （空缺） |
| 11 | | | 詹姆斯·诺克斯·波尔克 James Knox Polk （1795–1849）                                                            | 1845年3月4日 – 1849年3月4日                                                                                   | 民主黨 | 15 （1844）                                                                                                   | 田纳西州州长 （1839–1841）                                                                                    | | 喬治·M·達拉斯                                                                                                 |
| 12 | | | 扎卡里·泰勒 Zachary Taylor （1784–1850）                                                                      | 1849年3月4日 – 1850年7月9日                                                                                   | 輝格黨 | 16 （1848）                                                                                                   | 美国陆军少将（第1步兵团） （1846–1849）                                                                       | | 米勒德·菲尔莫尔                                                                                               |
| 13 | | | 米勒德·菲爾莫爾 Millard Fillmore （1800–1874）                                                                | 1850年7月9日 – 1853年3月4日                                                                                   | 輝格黨 | 16 （1848）                                                                                                   | 副總統 | （空缺） | （空缺） |
| 14 | | | 富兰克林·皮尔斯 Franklin Pierce （1804–1869）                                                                 | 1853年3月4日 – 1857年3月4日                                                                                   | 民主黨 | 17 （1852）                                                                                                   | 美国陆军准将（第9步兵团） （1847–1848）                                                                       | | 威廉·鲁福斯·金 1853年3月4日–1853年4月18日                                                                     |
| 14 | （空缺） 1853年4月18日–1857年3月4日                                                                           | | 富兰克林·皮尔斯 Franklin Pierce （1804–1869）                                                                 | 1853年3月4日 – 1857年3月4日                                                                                   | 民主黨 | 17 （1852）                                                                                                   | 美国陆军准将（第9步兵团） （1847–1848）                                                                       | | |
| 15 | | | 詹姆斯·布坎南 James Buchanan （1791–1868）                                                                    | 1857年3月4日 – 1861年3月4日                                                                                   | 民主黨 | 18 （1856）                                                                                                   | 驻英国大使 （1853–1856）                                                                                      | | 约翰·C·布雷肯里奇                                                                                             |
| 16 | | | 亚伯拉罕·林肯 Abraham Lincoln （1809–1865）                                                                   | 1861年3月4日 – 1865年4月15日                                                                                  | 共和黨 | 19 （1860）                                                                                                   | 聯邦眾議員（伊利诺伊州） （1847–1849）                                                                        | | 汉尼巴尔·哈姆林 1861年3月4日–1865年3月4日                                                                     |
| 16 | | 國家聯合黨 | 亚伯拉罕·林肯 Abraham Lincoln （1809–1865）                                                                   | 1861年3月4日 – 1865年4月15日                                                                                  | 20 （1864）                                                                                                   | | 聯邦眾議員（伊利诺伊州） （1847–1849）                                                                        | 安德鲁·约翰逊 1865年3月4日–1865年4月15日                                                                      | |
| 17 | | | 安德魯·詹森 Andrew Johnson （1808–1875）                                                                      | 1865年4月15日 – 1869年3月4日                                                                                  | 20 （1864）                                                                                                   | 國家聯合黨 → 独立                                                                                             | 副總統 | （空缺） | （空缺） |
| 17 | 民主黨 | | 安德魯·詹森 Andrew Johnson （1808–1875）                                                                      | 1865年4月15日 – 1869年3月4日                                                                                  | 20 （1864）                                                                                                   | | 副總統 | （空缺） | （空缺） |
| 18 | | | 尤利西斯·S·格兰特 Ulysses S. Grant （1822–1885）                                                              | 1869年3月4日 – 1877年3月4日                                                                                   | 共和黨 | 21 （1868）                                                                                                   | 美國陸軍總指揮官 （1864–1869）                                                                                | | 斯凯勒·科尔法克斯 1869年3月4日–1873年3月4日                                                                   |
| 18 | 22 （1872）                                                                                                   | | 尤利西斯·S·格兰特 Ulysses S. Grant （1822–1885）                                                              | 1869年3月4日 – 1877年3月4日                                                                                   | 共和黨 | 亨利·威尔逊 1873年3月4日–1875年11月22日                                                                       | 美國陸軍總指揮官 （1864–1869）                                                                                | | |
| 18 | 22 （1872）                                                                                                   | （空缺） 1875年11月22日–1877年3月4日                                                                          | 尤利西斯·S·格兰特 Ulysses S. Grant （1822–1885）                                                              | 1869年3月4日 – 1877年3月4日                                                                                   | 共和黨 | | 美國陸軍總指揮官 （1864–1869）                                                                                | | |
| 19 | | | 拉瑟福德·伯查德·海斯 Rutherford B. Hayes （1822–1893）                                                        | 1877年3月4日 – 1881年3月4日                                                                                   | 共和黨 | 23 （1876）                                                                                                   | 俄亥俄州州长 （1868–1872；1876–1877）                                                                         | | 威廉·A·惠勒                                                                                                   |
| 20 | | | 詹姆斯·艾布拉姆·加菲尔德 James A. Garfield （1831–1881）                                                      | 1881年3月4日 – 1881年9月19日                                                                                  | 共和黨 | 24 （1880）                                                                                                   | 聯邦眾議員（俄亥俄州） （1863–1881）                                                                          | | 切斯特·艾伦·阿瑟                                                                                              |
| 21 | | | 切斯特·艾倫·亞瑟 Chester Alan Arthur （1829–1886）                                                            | 1881年9月19日 – 1885年3月4日                                                                                  | 共和黨 | 24 （1880）                                                                                                   | 副總統 | （空缺） | （空缺） |
| 22 | | | 格罗弗·克利夫兰 Grover Cleveland （1837–1908）                                                                | 1885年3月4日 – 1889年3月4日                                                                                   | 民主黨 | 25 （1884）                                                                                                   | 纽约州州长 （1883–1885）                                                                                      | | 托马斯·A·亨德里克斯 1885年3月4日–1885年11月25日                                                               |
| 22 | （空缺） 1885年11月25日–1889年3月4日                                                                          | | 格罗弗·克利夫兰 Grover Cleveland （1837–1908）                                                                | 1885年3月4日 – 1889年3月4日                                                                                   | 民主黨 | 25 （1884）                                                                                                   | 纽约州州长 （1883–1885）                                                                                      | | |
| 23 | | | 本杰明·哈里森 Benjamin Harrison （1833–1901）                                                                 | 1889年3月4日 – 1893年3月4日                                                                                   | 共和黨 | 26 （1888）                                                                                                   | 聯邦參議員（印第安纳州） （1881–1887）                                                                        | | 列维·P·莫顿                                                                                                   |
| 24 | | | 格罗弗·克利夫兰 Grover Cleveland （1837–1908）                                                                | 1893年3月4日 – 1897年3月4日                                                                                   | 民主黨 | 27 （1892）                                                                                                   | 總統 （1885–1889）                                                                                            | | 阿德莱·史蒂文森一世                                                                                           |
| 25 | | | 威廉·麦金莱 William McKinley （1843–1901）                                                                    | 1897年3月4日 – 1901年9月14日                                                                                  | 共和黨 | 28 （1896）                                                                                                   | 俄亥俄州州长 （1892–1896）                                                                                    | | 加勒特·霍巴特 1897年3月4日–1899年11月21日                                                                     |
| 25 | （空缺） 1899年11月21日–1901年3月4日                                                                          | | 威廉·麦金莱 William McKinley （1843–1901）                                                                    | 1897年3月4日 – 1901年9月14日                                                                                  | 共和黨 | 28 （1896）                                                                                                   | 俄亥俄州州长 （1892–1896）                                                                                    | | |
| 25 | 29 （1900）                                                                                                   | | 威廉·麦金莱 William McKinley （1843–1901）                                                                    | 1897年3月4日 – 1901年9月14日                                                                                  | 共和黨 | 西奥多·罗斯福 1901年3月4日–1901年9月14日                                                                      | 俄亥俄州州长 （1892–1896）                                                                                    | | |
| 26 | 29 （1900）                                                                                                   | | | 西奧多·羅斯福 Theodore "Teddy" Roosevelt （1858–1919）                                                        | 共和黨 | 1901年9月14日 – 1909年3月4日                                                                                  | 副總統 | （空缺） 1901年9月14日–1905年3月4日                                                                           | （空缺） 1901年9月14日–1905年3月4日                                                                           |
| 26 | 30 （1904）                                                                                                   | | 查爾斯·W·費爾班克斯 1905年3月4日–1909年3月4日                                                                 | 西奧多·羅斯福 Theodore "Teddy" Roosevelt （1858–1919）                                                        | 共和黨 | 1901年9月14日 – 1909年3月4日                                                                                  | 副總統 | | |
| 27 | | | 威廉·霍华德·塔夫脱 William Howard Taft （1857–1930）                                                          | 1909年3月4日 – 1913年3月4日                                                                                   | 共和黨 | 31 （1908）                                                                                                   | 戰爭部長 （1904–1908）                                                                                        | | 詹姆斯·S·舍曼 1909年3月4日–1912年10月30日                                                                     |
| 27 | （空缺） 1912年10月30日–1913年3月4日                                                                          | | 威廉·霍华德·塔夫脱 William Howard Taft （1857–1930）                                                          | 1909年3月4日 – 1913年3月4日                                                                                   | 共和黨 | 31 （1908）                                                                                                   | 戰爭部長 （1904–1908）                                                                                        | | |
| 28 | | | 伍德罗·威尔逊 Woodrow Wilson （1856–1924）                                                                    | 1913年3月4日 – 1921年3月4日                                                                                   | 民主黨 | 32 （1912）                                                                                                   | 新泽西州州长 （1911–1913）                                                                                    | | 托马斯·R·马歇尔                                                                                               |
| 28 | 33 （1916）                                                                                                   | | 伍德罗·威尔逊 Woodrow Wilson （1856–1924）                                                                    | 1913年3月4日 – 1921年3月4日                                                                                   | 民主黨 | | 新泽西州州长 （1911–1913）                                                                                    | | 托马斯·R·马歇尔                                                                                               |
| 29 | | | 沃伦·盖玛利尔·哈定 Warren Gamaliel Harding （1865–1923）                                                      | 1921年3月4日 – 1923年8月2日                                                                                   | 共和黨 | 34 （1920）                                                                                                   | 聯邦參議員（俄亥俄州） （1915–1921）                                                                          | | 卡尔文·柯立芝                                                                                                 |
| 30 | | | 卡爾文·柯立芝 Calvin Coolidge （1872–1933）                                                                   | 1923年8月2日 – 1929年3月4日                                                                                   | 共和黨 | 34 （1920）                                                                                                   | 马萨诸塞州州长 （1919–1921） 副總統 （1921–1923）                                                             | （空缺） 1923年8月2日–1925年3月4日                                                                            | （空缺） 1923年8月2日–1925年3月4日                                                                            |
| 30 | 35 （1924）                                                                                                   | | 卡爾文·柯立芝 Calvin Coolidge （1872–1933）                                                                   | 1923年8月2日 – 1929年3月4日                                                                                   | 共和黨 | 查尔斯·盖茨·道威斯 1925年3月4日–1929年3月4日                                                                  | 马萨诸塞州州长 （1919–1921） 副總統 （1921–1923）                                                             | | |
| 31 | | | 赫伯特·胡佛 Herbert Clark Hoover （1874–1964）                                                                | 1929年3月4日 – 1933年3月4日                                                                                   | 共和黨 | 36 （1928）                                                                                                   | 商務部長 （1921–1928）                                                                                        | | 查尔斯·柯蒂斯                                                                                                 |
| 32 | | | 富兰克林·德拉诺·罗斯福 Franklin Delano Roosevelt （1882–1945）                                                | 1933年3月4日 – 1945年4月12日                                                                                  | 民主黨 | 37 （1932）                                                                                                   | 紐約州州長 （1929–1932）                                                                                      | | 约翰·南斯·加纳 1933年3月4日–1941年1月20日                                                                     |
| 32 | 38 （1936）                                                                                                   | | 富兰克林·德拉诺·罗斯福 Franklin Delano Roosevelt （1882–1945）                                                | 1933年3月4日 – 1945年4月12日                                                                                  | 民主黨 | | 紐約州州長 （1929–1932）                                                                                      | | 约翰·南斯·加纳 1933年3月4日–1941年1月20日                                                                     |
| 32 | 39 （1940）                                                                                                   | | 富兰克林·德拉诺·罗斯福 Franklin Delano Roosevelt （1882–1945）                                                | 1933年3月4日 – 1945年4月12日                                                                                  | 民主黨 | 亨利·阿加德·华莱士 1941年1月20日–1945年1月20日                                                                | 紐約州州長 （1929–1932）                                                                                      | | |
| 32 | 40 （1944）                                                                                                   | | 富兰克林·德拉诺·罗斯福 Franklin Delano Roosevelt （1882–1945）                                                | 1933年3月4日 – 1945年4月12日                                                                                  | 民主黨 | 哈里·S·杜鲁门 1945年1月20日–1945年4月12日                                                                     | 紐約州州長 （1929–1932）                                                                                      | | |
| 33 | 40 （1944）                                                                                                   | | | 哈瑞·S·杜魯門 Harry S. Truman （1884–1972）                                                                   | 民主黨 | 1945年4月12日 – 1953年1月20日                                                                                 | 副總統 | （空缺） 1945年4月12日–1949年1月20日                                                                          | （空缺） 1945年4月12日–1949年1月20日                                                                          |
| 33 | 41 （1948）                                                                                                   | | 阿尔本·W·巴克利 1949年1月20日–1953年1月20日                                                                   | 哈瑞·S·杜魯門 Harry S. Truman （1884–1972）                                                                   | 民主黨 | 1945年4月12日 – 1953年1月20日                                                                                 | 副總統 | | |
| 34 | | | 德怀特·大卫·艾森豪威尔 Dwight David Eisenhower （1890–1969）                                                  | 1953年1月20日 – 1961年1月20日                                                                                 | 共和黨 | 42 （1952）                                                                                                   | 同盟国欧洲最高指挥官 （1949–1952）                                                                            | | 理查德·尼克松                                                                                                 |
| 34 | 43 （1956）                                                                                                   | | 德怀特·大卫·艾森豪威尔 Dwight David Eisenhower （1890–1969）                                                  | 1953年1月20日 – 1961年1月20日                                                                                 | 共和黨 | | 同盟国欧洲最高指挥官 （1949–1952）                                                                            | | 理查德·尼克松                                                                                                 |
| 35 | | | 约翰·肯尼迪 John F. Kennedy （1917–1963）                                                                     | 1961年1月20日 – 1963年11月22日                                                                                | 民主黨 | 44 （1960）                                                                                                   | 聯邦參議員（麻薩諸塞州） （1953–1960）                                                                        | | 林登·约翰逊                                                                                                   |
| 36 | | | 林登·约翰逊 Lyndon B. Johnson （1908–1973）                                                                   | 1963年11月22日 – 1969年1月20日                                                                                | 民主黨 | 44 （1960）                                                                                                   | 副總統 | （空缺） 1963年11月22日–1965年1月20日                                                                         | （空缺） 1963年11月22日–1965年1月20日                                                                         |
| 36 | 45 （1964）                                                                                                   | | 林登·约翰逊 Lyndon B. Johnson （1908–1973）                                                                   | 1963年11月22日 – 1969年1月20日                                                                                | 民主黨 | 休伯特·汉弗莱 1965年1月20日–1969年1月20日                                                                     | 副總統 | | |
| 37 | | | 理查德·尼克松 Richard M. Nixon （1913–1994）                                                                  | 1969年1月20日 – 1974年8月9日                                                                                  | 共和黨 | 46 （1968）                                                                                                   | 副總統 | | 斯皮罗·阿格纽 1969年1月20日–1973年10月10日                                                                    |
| 37 | 47 （1972）                                                                                                   | | 理查德·尼克松 Richard M. Nixon （1913–1994）                                                                  | 1969年1月20日 – 1974年8月9日                                                                                  | 共和黨 | | 副總統 | | 斯皮罗·阿格纽 1969年1月20日–1973年10月10日                                                                    |
| 37 | （空缺） 1973年10月10日–1973年12月6日                                                                         | | 理查德·尼克松 Richard M. Nixon （1913–1994）                                                                  | 1969年1月20日 – 1974年8月9日                                                                                  | 共和黨 | | 副總統 | | |
| 37 | 杰拉尔德·福特 1973年12月6日–1974年8月9日                                                                      | | 理查德·尼克松 Richard M. Nixon （1913–1994）                                                                  | 1969年1月20日 – 1974年8月9日                                                                                  | 共和黨 | | 副總統 | | |
| 38 | | | 杰拉尔德·福特 Gerald Rudolph Ford （1913–2006）                                                               | 1974年8月9日 – 1977年1月20日                                                                                  | 共和黨 | （空缺） 1974年8月9日–1974年12月19日                                                                          | （空缺） 1974年8月9日–1974年12月19日                                                                          | | |
| 38 | 纳尔逊·洛克菲勒 1974年12月19日–1977年1月20日                                                                  | | 杰拉尔德·福特 Gerald Rudolph Ford （1913–2006）                                                               | 1974年8月9日 – 1977年1月20日                                                                                  | 共和黨 | | 副總統 | | |
| 39 | | | 吉米·卡特 James Jimmy Carter （1924–2024）                                                                    | 1977年1月20日 – 1981年1月20日                                                                                 | 民主黨 | 48 （1976）                                                                                                   | 佐治亚州州长 （1971–1975）                                                                                    | | 沃尔特·蒙代尔                                                                                                 |
| 40 | | | 罗纳德·里根 Ronald Reagan （1911–2004）                                                                       | 1981年1月20日 – 1989年1月20日                                                                                 | 共和黨 | 49 （1980）                                                                                                   | 加利福尼亞州州長 （1967–1975）                                                                                | | 乔治·赫伯特·沃克·布什                                                                                         |
| 40 | 50 （1984）                                                                                                   | | 罗纳德·里根 Ronald Reagan （1911–2004）                                                                       | 1981年1月20日 – 1989年1月20日                                                                                 | 共和黨 | | 加利福尼亞州州長 （1967–1975）                                                                                | | 乔治·赫伯特·沃克·布什                                                                                         |
| 41 | | | 乔治·赫伯特·沃克·布什 George Herbert Walker Bush （1924–2018）                                                | 1989年1月20日 – 1993年1月20日                                                                                 | 共和黨 | 51 （1988）                                                                                                   | 副總統 | | 丹·奎尔 |
| 42 | | | 比尔·克林顿 William Jefferson Clinton （1946–）                                                               | 1993年1月20日 – 2001年1月20日                                                                                 | 民主黨 | 52 （1992）                                                                                                   | 阿肯色州州長 （1979–1981；1983–1992）                                                                         | | 阿尔·戈尔 |
| 42 | 53 （1996）                                                                                                   | | 比尔·克林顿 William Jefferson Clinton （1946–）                                                               | 1993年1月20日 – 2001年1月20日                                                                                 | 民主黨 | | 阿肯色州州長 （1979–1981；1983–1992）                                                                         | | 阿尔·戈尔 |
| 43 | | | 乔治·沃克·布什 George Walker Bush （1946–）                                                                   | 2001年1月20日 – 2009年1月20日                                                                                 | 共和黨 | 54 （2000）                                                                                                   | 德克薩斯州州長 （1995–2000）                                                                                  | | 迪克·切尼 |
| 43 | 55 （2004）                                                                                                   | | 乔治·沃克·布什 George Walker Bush （1946–）                                                                   | 2001年1月20日 – 2009年1月20日                                                                                 | 共和黨 | | 德克薩斯州州長 （1995–2000）                                                                                  | | 迪克·切尼 |
| 44 | | | 贝拉克·奥巴马 Barack Hussein Obama （1961–）                                                                  | 2009年1月20日 – 2017年1月20日                                                                                 | 民主黨 | 56 （2008）                                                                                                   | 聯邦參議員（伊利諾州） （2005–2008）                                                                          | | 乔·拜登 |
| 44 | 57 （2012）                                                                                                   | | 贝拉克·奥巴马 Barack Hussein Obama （1961–）                                                                  | 2009年1月20日 – 2017年1月20日                                                                                 | 民主黨 | | 聯邦參議員（伊利諾州） （2005–2008）                                                                          | | 乔·拜登 |
| 45 | | | 唐納·川普 Donald John Trump （1946–）                                                                         | 2017年1月20日 – 2021年1月20日                                                                                 | 共和黨 | 58 （2016）                                                                                                   | 特朗普集團董事長兼总裁 （1971–2017） （無軍事及公職經歷）                                                     | | 迈克·彭斯 |
| 46 | | | 乔·拜登 Joseph Robinette Biden Jr. （1942–）                                                                  | 2021年1月20日 – 2025年1月20日                                                                                 | 民主黨 | 59 （2020）                                                                                                   | 聯邦參議員（特拉华州） （1973-2009） 副總統 （2009–2017）                                                     | | 賀錦麗 |
| 47 | | | 唐納·川普 Donald John Trump （1946–）                                                                         | 2025年1月20日 – 現任                                                                                          | 共和黨 | 60 （2024）                                                                                                   | 總統 （2017–2021）                                                                                            | | J·D·万斯 |

### 時間線
表中蓝色為民主黨籍，红色為共和黨籍，紫色為聯邦黨籍，綠色為民主共和黨籍，橙色為輝格黨籍，灰色為無黨籍。

## 在世前任總統
截至2025年8月，在世前任美國總統有4位，分別是（依據任期排名）：
| 總統           | 任期           | 政党   | 出生日期       |
| -------------- | -------------- | ------ | -------------- |
| 比尔·克林顿    | 1993年－2001年 | 民主党 | 1946年8月19日  |
| 乔治·沃克·布什 | 2001年－2009年 | 共和黨 | 1946年7月6日   |
| 贝拉克·奥巴马  | 2009年－2017年 | 民主党 | 1961年8月4日   |
| 乔·拜登        | 2021年－2025年 | 民主党 | 1942年11月20日 |

唐纳德·特朗普是现任美国总统，他同時也為在世前任美國總統（任期：2017年－2021年）。
最近去世的一位前任美國總統是吉米·卡特（任期：1977年－1981年），於2024年12月29日去世，享嵩壽100歲。